# کاترینا املچوک
کاترینا املچوک (اوکراینی: Катерина Володимирівна Омельчук؛ زادهٔ ۱۷ مارس ۱۹۸۲) نقاش اهل اوکراین است.